# Vitstreckad bulbyl
Vitstreckad bulbyl (Ixos leucogrammicus) är en fågel i familjen bulbyler inom ordningen tättingar.

## Utseende och läte
Vitstreckad bulbyl är en medelstor brun bulbyl med en spretig brun tofs och brunvitstreckat bröst. Den har även vit strupe, stirrande ljusorange ögon och matt olivbrun vingpanel. Den liknar något sumatrabulbyl och gulkindad bulbyl, men kombinationen av kort och mörk näbb, tydlig huvudtofs, mörkbrunt ansikte och avsaknad av olivfärgad ton på ryggen är unik. Sången är udda, mest lik en stare med gnissliga, skrälliga fraser. Bland lätena hörs dämpat kvittef och mer genomträngande gnissliga och raspiga ljud.

## Utbredning och systematik
Fågeln förekommer i höglänta skogar på västra Sumatra. Den behandlas som monotypisk, det vill säga att den inte delas in i några underarter.

### Släktestillhörighet
Arten placeras traditionellt i släktet Pycnonotus, men genetiska studier visar att den utgör systerart till släktet Hemixos, dock med svagt stöd. IOC förde den därför initialt dit, men har sedermera istället tentativt förts till Ixos baserat på att den utgör en egen utvecklingslinje utan nära släktingar men med vissa likheter med arterna i Ixos. Denna linje följs här.

## Levnadssätt
Vitstreckad bulbyl hittas i skogsområden och skogsbryn i lägre bergstrakter. Den ses ofta födosöka i par eller smågrupper, vanligen i skogens mellersta och övre skikt. Liksom andra bulbyler påträffas den vid fruktbärande träd och buskar. Dess häckningsbiologi är okänd.

## Status och hot
Arten har ett stort utbredningsområde, men tros minska i antal, dock inte tillräckligt kraftigt för att den ska betraktas som hotad. Internationella naturvårdsunionen IUCN listar arten som livskraftig (LC).